# Charles Stewart Parnell
Charles Stewart Parnell (en irlandés: Cathal Stiúbhard Pharnell) (27 de junio de 1846 - 6 de octubre de 1891) fue un terrateniente protestante irlandés, líder político nacionalista irlandés, miembro de Parlamento del Reino Unido de Gran Bretaña e Irlanda, fundador y miembro del Partido Parlamentario Irlandés.
Fue una de las figuras más importantes en la Irlanda y el Reino Unido del siglo XIX. William Gladstone lo consideraba la persona más notable que había conocido. El que habría de ser primer ministro liberal, Herbert Henry Asquith, lo describió como uno de los tres o cuatro hombres más importantes del siglo XIX, mientras que Lord Haldane dijo de él que era el hombre más fuerte que la Cámara de los Comunes británica había visto en 150 años.

## Antecedentes familiares
Charles Stewart Parnell nació en Avondale, Wicklow, en el seno de la alta burguesía. Fue el tercer varón y séptimo hijo de John Henry Parnell (1811-1859), un terrateniente anglo-irlandés próspero, y su esposa estadounidense Delia Tudor Stewart (1816-1898), de Bordertown (Nueva Jersey), hija de un héroe naval estadounidense, el almirante Charles Stewart (1778-1869), hijastro de uno de los guardaespaldas de George Washington. En total, tuvieron once hijos: cinco varones y seis mujeres. La madre del almirante Stewart, bisabuela de Parnell, tenía parentesco con la Familia Real Británica por ser miembro de la familia Tudor. El mismo John Henry Parnell era sobrino de uno de los aristócratas irlandeses más prominentes, el Vizconde Powerscourt, y también bisnieto del Canciller del Ministerio de Hacienda en el Parlamento de Henry Grattan, Sir John Parnell, quien perdió su puesto en 1799 al oponerse al Acta de Unión de 1800.
Los Parnell de Avondale descendían de una familia inglesa de comerciantes, prominente en Congleton, Cheshire. A inicios del siglo XVII ocuparon el cargo de Barón Congleton por dos generaciones antes de mudarse a Irlanda. La familia produjo figuras notables, tales como Thomas Parnell (1679-1718), poeta irlandés, y Henry Parnell, Primer Barón Congleton (1776-1842), político irlandés. El abuelo de Parnell, William Parnell (1780-1821), que heredó el Estado Avondale en 1795, era un miembro liberal del parlamento irlandés por Wicklow de 1817-1820. Así, desde su nacimiento, Charles Stewart Parnell poseía un extraordinario número de contactos en la sociedad; estaba relacionado con la tradición del viejo Parlamento irlandés a través de su bisabuelo y abuelo, a la guerra de Independencia de los Estados Unidos a través de su abuelo, a la Guerra de 1812 (donde su abuelo fue condecorado con la Medalla de oro del Congreso de los Estados Unidos). Pertenecía a la antigua Iglesia de Irlanda (cuyos miembros eran principalmente del Unionismo) a pesar de no asistir formalmente a la iglesia en sus últimos años de vida; también estaba conectado con la aristocracia a través de la Powerscourt y lejanas relaciones de parentesco con la Familia Real. Sin embargo, fue su liderazgo en el Nacionalismo irlandés lo que le dio fama.
Los padres de Parnell se separaron cuando tenía seis años de edad. Durante su infancia fue enviado a diversas escuelas en Inglaterra, donde pasó una juventud infeliz. Su padre falleció en 1859, heredándole el Estado de Avondale. El joven Parnell estudió en el Magdelene College, Cambridge (1865-1869). Forzado por las difíciles circunstancias financieras del Estado heredado, abandonó su educación y nunca logró obtener el grado aspirado. En 1871 se unió a su hermano mayor John Howard Parnell (1843-1923), quien era agricultor en Alabama (más tarde miembro del parlamento y heredero del Estado de Avondale), en un largo viaje a través de los Estados Unidos. Sus viajes lo llevaron sobre todo al Sur de los Estados Unidos sin pasar mucho tiempo en centros de inmigración irlandesa o asentamientos anglo-irlandeses.
En 1874 fue nombrado Gran Sheriff de su condado natal en Wicklow, en el cual también fue oficial de la milicia de Wicklow. Fue reconocido como un gran terrateniente al jugar un papel prominente en la industrialización del área de Wicklow. Probablemente, por la falta de interés en otras empresas, su atención se centró en el tema en boga del escenario político irlandés de finales de 1870: la campaña por un grado de autogobierno promovido por la Liga por el Autogobierno de Isaac Butt formada en 1873. Fue en apoyo a este movimiento que Parnell intentó por primera vez ser elegido en Wicklow como representante, pero al ser Gran Sheriff, fue descalificado, resultando nuevamente derrotado en las elecciones de 1874 al condado de Dublín.

## Miembro del Parlamento
Finalmente Charles Stewart Parnell fue elegido para la Cámara de los Comunes el 21 de abril de 1875 como representante de Meath por el Partido del Autogobierno con el respaldo del feniano Patrick Egan. Sustituyó al veterano John Martin, que había sido miembro de la Joven Irlanda y que había fallecido recientemente. Posteriormente ocuparía el asiento correspondiente a la ciudad de Cork entre 1880 y 1891.
Durante su primer año como parlamentario, Parnell se dedicó a observar y estudiar los procedimientos parlamentarios. En 1876 saltó al centro de la atención al proclamar en la Cámara de los Comunes su creencia de que no se habían cometido asesinatos fenianos en Mánchester. Esto le acercó a las posiciones de la Hermandad Republicana Irlandesa (IRB), una organización republicana que defendía el uso de la fuerza y que había protagonizado un levantamiento en 1867. Parnell se dedicó entonces a intentar galvanizar el sentimiento feniano tanto en Gran Bretaña como en Irlanda, asociándose al ala más radical de la Liga por el Autogobierno junto a Joseph Biggar (parlamentario por Cavan), John O'Connor Power (parlamentario por Mayo; ambos con conexiones en la IRB), Edmund Dwyer-Gray (parlamentario por Tipperary) y Frank Hugh O'Donnell (Dungarvan). Se comprometió con ellos y jugó un destacado papel en la política de obstruccionismo, utilizando todos los medios legales a su alcance para dificultar el trabajo de la Cámara de los Comunes, con el propósito de forzar al resto de la Cámara a prestar atención a los problemas de Irlanda, sístemáticamente obviados por el Parlamento británico. Entre sus tácticas preferidas estaba el pronunciar interminables discursos poco relacionados con la cuestión que se estuviera tratando. Su conducta encontró la oposición de otros miembros de su partido, menos beligerantes, entre los que se contaba Isaac Butt, líder de la Liga.
Ese mismo año, Parnell visitó los Estados Unidos acompañado por O'Connor Power. Su posición con respecto a la IRB ha sido una cuestión largamente debatida durante más de un siglo. La evidencia sugiere que Parnell se unió formalmente a la IRB años más tarde, tras la firma del Tratado de Kilmainham, más por motivos tácticos que por convicción. Lo que sí era un hecho conocido es que la IRB estaba implantada en la ‘’Home Rule Confederation of Great Britain’’, organización hermana de la Liga, lo que llevó a la expulsión del moderado Butt de la dirección del partido y al nombramiento de Parnell en su lugar el 28 de agosto de 1877. Parnell era un orador mediano, pero su capacidad de análisis y organización le permitió ocupar la presidencia de la Liga. Butt falleció en 1879, siendo reemplazado por William Shaw, simpatizante del Partido Liberal. No obstante, el triunfo de Shaw tendría carácter efímero.

## El nuevo paradigma
A partir de agosto de 1877, Parnell se reunió en privado con numerosos líderes del movimiento feniano. Se entrevistó en París con John O'Leary y James Joseph O'Kelly, a los que impresionó favorablemente, lo que comunicaron a John Devoy, líder de Clan na Gael en los Estados Unidos. En diciembre, durante una recepción en honor a Michael Davitt con motivo de su puesta en libertad, conoció a William Carroll, que le comunicó el apoyo del Clan na Gael en su lucha política por el autogobierno. Esto motivó una reunión en marzo de 1878 entre Parnell y Frank Hugh O'Donnell, constitucionalistas, y los líderes fenianos O'Kelly, O'Leary y Carroll. Tras la reunión, John Devoy envió a Parnell un telegrama en el mes de octubre en el que ofrecía un pacto para una Nueva Solución en la acción militante, tratando así de coordinar la acción directa con el movimiento constitucional para aumentar las posibilidades de lograr un autogobierno irlandés: abandono del proyecto federal en favor de una solución separatista, mayor intensidad en la cuestión de la tierra para lograr la extensión de la propiedad, exclusión de sectarismos, voto colectivo y resistencia a la coacción gubernamental.
En 1879, Parnell defendió la opción de mantener abiertas todas las vías posibles sin comprometerse abiertamente con ninguna en su discurso ante la Asociación en defensa de los arrendatarios irlandeses en Ballinasloe y Tralee. No fue hasta junio de ese mismo año cuando Davitt le convenció para dar un segundo mitin en Westport, Condado de Mayo, cuando por fin Parnell comenzó a darse cuenta del potencial del movimiento en pro de la Reforma agraria. A nivel nacional, se efectuaron varios contactos que finalmente fructificaron en la 'Nueva Solución' de junio de 1879, rubricando el anterior acuerdo informal para garantizar el apoyo mutuo y una agenda común. Además, esta Nueva Solución aseguraba la integridad del movimiento Feniano y su estrategia armada. Trabajando conjuntamente con Davitt, que había quedado impresionado por Parnell, este último asumió el papel de líder de la Nueva Solución, celebrando mitin tras mitin por todo el país. En otoño de 1879, volvió a enviar el mismo mensaje a los arrendatarios tras el largo periodo de depresión económica que les había dejado sin medios de vida:
Debéis enseñar a los propietarios que estáis firmemente decididos a permanecer en vuestras tierras y hogares. No consintais ser desposeidos como lo fuisteis en 1847.

## Líder de la Liga Agraria
Parnell fue elegido presidente de la Liga Agraria Nacional Irlandesa, que había sido fundada por Davitt en Dublín el 21 de octubre de 1879 con el propósito de lograr una reforma agraria. A la edad de treinta y dos años, y tras solo cuatro en el parlamento, había conseguido reunir una coalición política sin precedentes en la política irlandesa. Esto significó la unión de las masas con la agitación parlamentaria, lo que traería grandes consecuencias para ambos movimientos. Andrew Kettle, su mano derecha, fue nombrado secretario honorario.
En medio de una actividad imparable, Parnell partió hacia Estados Unidos en diciembre de 1879 junto con John Dillon, con el objetivo de recaudar fondos para paliar los efectos de la hambruna y de consolidar sus apoyos para el autogobierno. Timothy Healy se les unió para tratar con la prensa y para hacerse cargo de las £70,000, lo que no gustó en Irlanda. Parnell cosechó un éxito clamoroso, llegando a entrevistarse con el presidente estadounidense Rutherford B. Hayes en febrero de 1880. Pronunció un discurso ante la Cámara de Representantes de los Estados Unidos acerca de la cuestión de Irlanda y dio conferencias en un total de sesenta y dos ciudades, incluyendo Canadá donde fue tan cálidamente recibido en Toronto que Healy acuñó el término del "rey sin corona de Irlanda" (título que también había recibido Daniel O'Connell treinta años antes) Parnell trató de asegurarse el apoyo de los fenianos, pero insistió en su negativa a unirse personalmente a una sociedad secreta. La ambigüedad se convirtió en una de las claves de su política, lo que le permitía agradar a una mayor parte de sus seguidores. Durante su gira, parecía querer transmitir la sensación de que no había límites. Para erradicar el absentismo de los propietarios, había que acabar con el mal gobierno inglés, añadiendo:
Cuando hayamos acabado con el desgobierno inglés, habremos pavimentado el camino para que Irlanda ocupe su lugar entre las naciones de la tierra. Y no dejemos que se nos olvide que ese es la última meta que buscamos todos los irlandeses. Ninguno de nosotros, tanto en America como en Irlanda... estará satisfecho hasta que hayamos destruido el último eslabón que mantiene a Irlanda encadenana a Inglaterra.
Sus actividades concluyeron repentinamente cuando se convocaron elecciones generales en el Reino Unido para abril de 1880 y Parnell volvió a las islas para presentarse. Los conservadores fueron derrotados en las urnas por los liberales; William Ewart Gladstone fue nombrado primer ministro y sesenta y tres partidarios del Autogobierno elegidos, entre ellos veintisiete de los seguidores de Parnell. El éxito alcanzado facilitó su nominación en mayo para ocupar el puesto de Shaw como líder de un nuevo Partido Liga por el Autogobierno de un país al borde de una guerra agraria.
Aunque la Liga desaconsejaba el uso de violencia, los estallidos agrarios escalaron de los 863 incidentes registrados en 1879 a 2590 en 1880 después de que los desahucios se incrementaran de 1.238 a 2.110 en el mismo periodo. Parnell vio la necesidad de reemplazar la agitación violenta con mítines masivos a lo largo del país, y la aplicación de la táctica del boicot defendida por Davitt como medios para lograr el objetivo del autogobierno. Gladstone comenzó a asustarse ante la fuerza adquirida por la Liga Agraria a finales de 1880. Trató de suavizar la cuestión agraria a través de la propiedad dual aprobada en la Segunda Ley Agraria de 1881, por la que se creaba una Comisión Agraria que reducía los arrendamientos y autorizaba a algunos arrendatarios a comprar sus granjas. Esto permitió detener los desahucios arbitrarios, pero no los causados por el impago de las rentas.

## La encrucijada de Kilmainham
El propio periódico de Parnell, el United Ireland, atacó esta nueva ley y Parnell fue arrestado el 13 de octubre junto con sus compañeros William O'Brien, John Dillon, Michael Davitt y Willie Redmond, que habían lanzado una dura ofensiva verbal. Fueron detenidos según la Ley Irlandesa de Coacción y llevados a Kilmainham Gaol por "sabotear la Ley Agraria", desde donde emitieron el Manifiesto Anti-Renta, firmado por Parnell y otros políticos, y en el que convocaban una huelga de pago nacional. La Liga Agraria fue inmediatamente suprimida.
Durante su estancia en la cárcel, Parnell consiguió llegar a un acuerdo con el gobierno en abril de 1882 con la mediación del capitán William O'Shea, miembro del parlamento, por el que, una vez el gobierno accediera a que 100.000 arrendatarios pudieran solicitar rentas juntas ante las Cortes Agrarias, él retiraría el manifiesto y se movilizaría contra el crimen agrario, tras haberse convencido de que la fuerza nunca conseguiría lograr el autogobierno. Su liberación el 2 de mayo tras el conocido como Tratado de Kilmainham marcó un punto de inflexión en el liderazgo de Parnell, al regresar a la vía de la política parlamentaria y constitucional, lo que se tradujo en la pérdida del apoyo de los irlandeses americanos de Devoy. Sin embargo, su habilidad diplomática le permitió mantener el movimiento por el Autogobierno tras los asesinatos de Phoenix Park el 6 de mayo, en los que resultaron muertos el Secretario Jefe para Irlanda, Lord Frederick Cavendish, y el Subsecretario T.H. Burke. Parnell quedó tan aturdido por los sucesos que ofreció a Gladstone su dimisión como Miembro del Parlamento. El miembro de la organización los Invencibles, autora de los crímenes, huyó a América, lo que permitió a Parnell romper definitivamente con los miembros más radicales de la Liga. En última instancia estos hechos fortalecieron la unión entre Gladstone y Parnell. Davitt y otros miembros destacados abandonaron la IRB y numerosos fenianos se unieron al movimiento por el Autogobierno. Durante los siguientes veinte años, la IRB dejó de ser importante en la política irlandesa, lo que convirtió a Parnell y su partido en los principales exponentes del nacionalismo irlandés.

## Reestructuración del partido
Parnell intentó entonces usar su experiencia y sus apoyos para avanzar hacia el Autogobierno y resucitar la suprimida Liga Agraria, creando en octubre de 1882 la Liga Nacional Irlandesa (INL). Esta organización combinaba un agrarismo moderado y un programa de Autogobierno y estaba organizada de manera jerárquica y autocrática, en la que Parnell ostentaba la autoridad total y el control directo de los parlamentarios. El Constitucionalismo Parlamentario era el camino del futuro. La alianza informal entre la nueva y disciplinada y la INL fue uno de los principales factores que intervinieron en la revitalización de la causa nacionalista a partir de 1882. Parnell entendió que la adhesión explícita del catolicismo iba a ser vital para el éxito de su proyecto, y trabajó codo a codo con la jerarquía eclesiástica en consolidar su poder sobre el electorado irlandés. Los líderes católicos dieron su beneplácito generalizado al partido Parnellista como guardianes de los intereses de la iglesia, pese al desasosiego creado con el liderazgo laico. A finales de 1885, la organización tenía 1200 delegaciones repartidas por todo el país, aunque con menor densidad en el Úlster. Parnell delegó el gobierno de la INL en sus lugartenientes Timothy Harrington como Secretario, William O’Brien, editor del periódico United Ireland, y Timothy Healy. La continua agitación agraria llevó a la aprobación de varias Leyes, que en tres décadas cambiaron el sistema de propiedad de la tierra en Irlanda, sustituyendo las grandes posesiones Angloirlandesas por la propiedad de los arrendatarios.
Parnell se centró entonces en el partido de la Liga por el Autogobierno, del que sería reelegido líder durante una década, pasando la mayor parte del tiempo en Westminster, con Henry Campbell como secretario personal. Replicó la estructura creada en la INL y creó unas buenas estructuras de base, introduciendo la afiliación para reemplazar al sistema informal anterior, en el que los parlamentarios poco comprometidos con el partido votaban según su conveniencia, a veces incluso en contra de sus compañeros. O bien, decidían simplemente no asistir a las sesiones parlamentarias (algunos aduciendo cuestiones económicas, ya que el cargo de diputado no fue remunerado hasta 1911 y los viajes a Westminster eran caros y agotadores).
En 1882, el Partido pasó a llamarse Partido Parlamentario Irlandés (IPP). Un aspecto central de las reformas de Parnell fue la implantación de un nuevo sistema de selección que permitiera elegir a candidatos comprometidos con su puesto de parlamentarios. En 1884 impuso una 'declaración de partido' que obligaba a todos los miembros del IPP a votar en bloque en todas las votaciones parlamentarias. La creación de un partido formal con normas estrictas fue toda una novedad en la época. El Partido Parlamentario Irlandés es visto hoy en día como el primer partido político moderno, con una organización y control internos que contrastaba fuertemente con las reglas laxas y la informalidad que imperaban en el resto de partidos británicos, que acabaron adoptado el modelo parnellita. El Acta de Representación Popular de 1884 permitió al IPP incrementar el número de sus parlamentarios de 63 a 85.
Los cambios en el sistema acabaron por cambiar la naturaleza de los candidatos. Bajo Butt, los parlamentarios del partido eran una mezcla de católicos, protestantes, terratenientes y otros, Whigs, Liberales y Conservadores, lo que causaba numerosos desencuentros internos y dispuersión en el voto. Bajo Parnell, el peso de Protestantes y propietarios se redujo, al igual que el de conservadores. El Partido Palamentario se convirtió en un partido católico de clase media, engronsando sus filas con periodistas y abogados a costa de la desaparición de la Ascendencia Protestante.

## Hacia el autogobierno
El partido de Parnell emergió rápidamente como una enérgico y disciplinado grupo de parlamentarios. En 1885, se encontraba al frente de un partido bien situado de cara a las próximas generales, con un discurso diseñado para lograr el mayor apoyo posible.
El bloque irlandés de Parnell había conseguido dominar la política británica, haciendo y deshaciendo gobiernos liberales y conservadores a mediados de los ochenta mientras luchaba por el autogobierno para Irlanda, inicialmente dentro del Reino Unido de Gran Bretaña e Irlanda. Tanto conservadores como liberales acabaron descubriendo puntos en común a partir de los que podían negociar con Parnell. Las elecciones generales de noviembre de 1885, tras la caída del gobierno Gladstone consolidaron un apabullante dominio Parnellita, con 86 diputados irlandeses pro-autogobierno, lo que otorgaba al Partido Parlamentario Irlandés la llave del poder en la Cámara de los Comunes. El siguiente paso para Parnell era lograr la aceptación de un principio para un Parlamento en Dublín.
En un primer momento, apoyó una coalición con los Conservadores, pero tras nuevos incidentes en el campo provocados por la caída de los precios agrícolas, el gobierno Conservador anunció medidas represivas en enero de 1886. Parnell decidió entonces pasarse al bando Liberal y el gobierno cayó. Los liberales recuperaron el poder, y su líder, Gladstone, decidió apoyar el Autogobierno.
Esto conmocionó a los unionistas irlandeses. La Orden de Orange, resucitada en la década de los 80 para enfrentarse a la Liga Agraria, comenzó a oponerse abiertamente al autogobierno. El 20 de enero se fundaba en Dublín el Partido Unionista. El 28 de enero, el gobierno de Salisbury dimitía y el 8 de abril, Gladstone presentaba la Primera Ley para el Autogobierno irlandés, que pretendía establecer una legislación propia irlandesa, aunque las grandes cuestiones quedarían en manos del Parlamento de Westminster. Los conservadores se presentaron entonces como unionistas entusiastas; Lord Randolph Churchill declaró que "La carta de Orange es la que hay que jugar". Gladstone comprometió al ala más progresista de su partido a apoyar la causa irlandesa. En el curso de una sesión larga y disputada, pronunció un remarcable discurso tratando de que el Parlamento apoyara la Ley. Sin embargo, las protestas de los unionistas acabaron provocando la división de los liberales entre pro y anti-autogobierno, y la derrota de la ley en su segunda lectura en junio por 341 a 311 votos.
El Parlamento fue disuelto, y se convocaron elecciones con la cuestión irlandesa como punto caliente. El resultado fue una derrota liberal; los Conservadores anti-Autogobierno y el Partido Liberal Unionista alcanzaron la mayoría con 118 escaños contra los 85 logrados por los liberales de Gladstone y el Partido Irlandés.

## Las falsificaciones de Piggott
Poco después, Parnell se encontró en el centro de atención del público cuando en marzo de 1887 fue acusado por The Times de apoyar los asesinatos de Phoenix Park, donde resultaron muertos Lord Frederick Cavendish, recién nombrado Secretario Jefe para Irlanda, y Thomas Henry Burke, subsecretario permanente y de la relación de su movimiento por el autogobierno (concretamente de organizaciones ilegales republicanas como la IRB) con el crimen en general. Entre las cartas más importantes que vinculaban a Parnell con los asesinatos, citamos una datada el 15 de mayo de 1882:

Estimado Señor, - No estoy sorprendido por el enfado de su amigo, pero él y usted deberían saber que denunciar los asesinatos era el único camino abierto para nosotros. Hacerlo inmediatamente era claramente nuestra mejor política. Pero le puede decir, y a todos aquellos que estén preocupados, que, aunque lamento el accidente de la muerte de Lord Frederick Cavendish, no puedo negarme a admitir que Burke no recibió más que lo que merecía. Es usted libre para enseñarle esto, y a otros en quien confíe también, pero no dé a conocer mi dirección. Puede escribirme a la Cámara de los Comunes.
Sinceramente suyo,
Chas S. Parnell.
The Times accuses Parnell

Sin embargo, una Comisión de Investigación solicitada por Parnell, reveló en febrero de 1889 que las cartas habían sido obra de Richard Piggot, un periodista anti-Parnelita de dudosa reputación. Piggot se hundió cuando se descubrió que la carta era falsa por sus rasgos característicos, tras lo que huyó a Madrid donde se suicidó. Parnell fue rehabilitado públicamente, para disgusto de los Conservadores y del primer ministro Salisbury.
No obstante, la publicación del informe completo en febrero de 1890 no consiguió para limpiar la imagen del movimiento Parnelita, por lo que Parnell llevó a The Times que pagó 5000 libras en concepto de indemnización, en un acuerdo extrajudicial. Cuando Parnell acudió al Parlamento el 1 de marzo de 1890, una vez probada su inocencia, recibió una ovación del grupo parlamentario de Gladstone. Había superado una grave crisis, dando siempre imagen de tranquilidad, relajado e imperturbable, lo que impresionó grandemente a sus socios políticos.

## En la cumbre del poder
Entre 1886 y 1890, Parnell prosiguió su lucha por el Autogobierno, tratando de convencer a los votantes ingleses de que el proyecto no suponía una amenaza para ellos. En Irlanda, la resistencia unionista (especialmente tras la formación del Partido Unionista Irlandés) se hallaba cada vez más organizada. Parnell defendía una política moderada en el tema agrario, con la esperanza de obtener una apoyo estimable de la clase propietaria. Durante la crisis agraria, de 1886, Parnell decidió no adherirse al Plan de Campaña organizado por sus seguidores para no perder apoyos en su lucha por el Autogobierno.
Aparentemente, solo quedaba ultimar detalles con Gladstone para la elaboración de una nueva propuesta de Autogobierno. Ambos se reunieron en dos ocasiones, una en marzo de 1888 y otras más importante en el domicilio de Gladstone en Hawarden en diciembre de 1889. En cada una de las reuniones, las peticiones de Parnell se mantuvieron dentro de lo aceptado por el grupo liberal, y Gladstone afirmó que era uno de los mejores negociadores que había conocido, que había pasado en tan solo siete años de interno en Kilmainham a íntimo en Hawarden. Este fue el momento más gloriosos de la carrera de Parnell. A principios de 1890, aún esperaba avanzar en la cuestión agraria, con la que una amplia sección de su grupo estaba descontenta.

## La crisis del divorcio
El liderazgo de Parnell había sido puesto a prueba en febrero de 1886, cuando decidió presentar al capitán William O'Shea, que había intervenido en las negociaciones de Kilmainham, como candidato por Galway. Para ello, pasó por encima de sus tenientes Healy, Dillon y O'Brian que se oponían a la candidatura de O'Shea. Galway fue la antesala de la crisis fatal que se avecinaba. O'Shea estaba separado legalmente de su esposa Katharine, pero aún no se había divorciado a la espera de que ella heredara una cantidad sustanciosa. Parnell conoció a la Sra. O'Shea cuando intervino en las negociaciones con Gladstone durante la elaboración de la Primera Propuesta de Autogobierno. Posteriormente, Parnell se instaló con ella en Eltham, Kent, en el verano de 1886 (Kitty OShea) y eran conocidas sus visitas nocturnas a la casa de O'Shea en Brockley, Londres. Cuando la tía de Katharine falleció en 1889, el capitán O'Shea solicitó el divorcio, mencionando a Parnell. Pronto fue conocido el hecho (aunque era una circunstancia ampliamente conocida en el mundillo político) de que Parnell había mantenido relaciones con "Kitty" O'Shea y que era el padre de tres de sus hijos. Mientras, Parnell aseguraba al Partido Irlandés que no había necesidad de preocuparse por el veredicto, ya que sería exonerado. Durante enero de 1890, se emitieron consignas de confianza en su liderazgo.
Parnell no se presentó al juicio el 15 de noviembre, para asegurarse de que se concediera y se pudiera casar con Katherine; de ese modo, las alegaciones del capitán O'Shea no fueron replicadas. El divorcio fue efectivo el 17 de noviembre y los dos hijos de Parnell fueron puestos bajo custodia de O'Shea (otro hijo había fallecido durante su estancia en Kilmainham). Al día siguiente, la Liga Nacional Irlandesa emitió un comunicado respaldando su liderazgo. La jerarquía católica irlandesa guardó silencio, y algunos obispos declararon que la cuestión era meramente política, aunque el divorcio era una práctica prohibida por la doctrina católica y la mayor parte de los seguidores de Parnell eran católicos. Legalmente, Parnell era la causa aparente del divorcio, y fue la opinión pública inglesa la que se rebeló abiertamente contra él, por lo que Gladstone le advirtió que, si se mantenía al frente del partido, perderían las próximas elecciones y sería el fin de la alianza entre ambos partidos y de la posibilidad de lograr el Autogobierno. Cuando se celebraron las elecciones anuales del partido el 25 de noviembre, esta advertencia no fue trasladada al resto de miembros del partido, por lo que Parnell permaneció a la cabeza del IPP. Gladstone publicó su advertencia en una carga al día siguiente y los integrantes del partido, encolerizados, convocaron una nueva reunión el 1 de diciembre.
Parnell emitió un comunicado 'Al pueblo de Irlanda' el 29 de noviembre, declarando que una sección del partido había perdido su independencia y que los términos de Gladstone para el Autogobierno no eran los precisos.
Un total de 73 miembros estuvieron presentes en la crucial reunión de comité en Westminster. El partido intentó desesperadamente llegar a un acuerdo, retirando temporalmente a Parnell. Pero Parnell, orgulloso y apasionado, se negó, proclamando que "Si me voy, será para siempre". Insistió vehementemente en que la independencia del Partido Irlandés no podía quedar comprometida ni por Gladstone ni por la jerarquía de la iglesia y, como presidente, vetó cualquier moción destinada a destituirle. El 6 de diciembre, tras cinco días de debate, 44 de los presentes, encabezados por Justin McCarthy, abandonaron el partido para crear una nueva organización escindiendo la organización entre Parnellitas y anti-Parnellitas. Los restante 28 miembros que permanecieron junto a Parnell continuaron con la Liga Nacional Irlandesa con John Redmond al frente, mientras que los anti-Parnellitas formaron la Federación Nacional Irlandesa, al frente de la que se situó John Dillon con el apoyo de la Iglesia católica.
Durante la reunión, Parnell había desafiado la intervención de Gladstone con la cuestión de "¿Quién es el señor del partido?". Timothy Michael Healy, un importante parlamentario, le replicó preguntando "¿Quién es la amante del partido?". Ante esa respuesta, Parnell contestó preguntando cómo se atrevía un irlandés a insultar a una mujer en una asamblea. Healy inició entonces una serie de violentos ataques a Parnell, articulando un nacionalismo católico agresivo. Por su parte, Parnell prosiguió su política en favor de la unión de los irlandeses, con su gran discurso de Belfast de mayo de 1891,
Es indudable que hasta que los prejuicios de la minoría protestante y unionista sean conciliados... 
 Irlanda nunca podrá disfrutar de una libertad perfecta, Irlanda nunca podrá estar unida.
Todos sus antiguos hombres de confianza, Michael Davitt, John Dillon, William O’Brien y Timothy Healy, abandonaron a Parnell para unirse a los anti-Parnellitas. Esta amarga ruptura conmocionaría al país y sus consecuencias resonarían hasta bien entrado el siglo XX.

## Desafío
El 10 de diciembre Parnell llegó a Dublín como un héroe. Él y sus seguidores ocuparon las oficinas del periódico del partido, United Irishman. Su prestigio había alcanzado cotas sin precedentes, pero la crisis hacía tambalear el apoyo popular, y la mayoría de los nacionalistas rurales se habían vuelto contra él. Para las elecciones de diciembre para Kilkenny Norte, consiguió atraerse a varios elementos fenianos. Esta ambigüedad sorprendió a sus seguidores, y su candidato fue batido por dos a uno. Tras su deposición como líder, inició una dura campaña para reinstaurar su poder. Inició un tour político por Irlanda en busca de apoyo popular, y la derrota de su candidato en las elecciones de Sligo Norte fue más ajustada.
Demostrando su lealtad a Katharine, ambos se casaron el 25 de junio de 1891 en Steyning, West Sussex, después de que Parnell hubiera intentando infructuosamente celebrar una ceremonia religiosa. Ese mismo día, la jerarquía católica irlandesa, preocupada por los apoyos recibidos por Parnell en Sligo, firmó y publicó una condena casi unánime: "por su mala conducta pública, se ha descalificado para ser líder." Solamente el Obispo Edward O'Dwyer, de Limerick se negó a firmar. Los Parnell se asentaron en Brighton.
Volvió para disputar la tercera y última elección en Carlow, tras perder el apoyo del Freeman's Journal cuando su propietario se pasó al bando anti-Parnellita. Durante la dura campaña, su salud deteriorada ya desde los tiempos de Kilmainham gaol empeoró durante considerablemente, teniendo que recibir asistencia médica. Parnell, sin embargo, continuó su exhaustiva actividad de cara a las Elecciones generales de 1892. El 27 de septiembre, en la frontera entre Galway y Roscommon, realizó un acto electoral bajo una severa lluvia, lo que suponía un grave riesgo para su salud, aquejado como estaba de una grave enfermedad renal.

## Fallecimiento
Parnell regresó a Dublín, partiendo en barco hacia Inglaterra el 30 de septiembre ("Estaré bien. Estaré de vuelta el próximo sábado.") Falleció en su domicilio el 6 de octubre de un infarto. Solo tenía 45 años. Aunque era miembro de la Iglesia de Irlanda, a su funeral asistieron más de 200.000 personas.
Su hermano John Howard Parnell heredó sus propiedades en Avondale, que estaban hipotecadas y que acabaría por vender en 1899. Cinco años después, a sugerencia de Horace Plunkett, fueron adquiridas por el estado. Actualmente pueden ser visitadas y son la sede de la Escuela de verano de la "Parnell Society"". La capital, Dublín, guarda la memoria de Parnell en Parnell Street y Parnell Square, además de un monumento a Parnell en el extremo norte de O'Connell Street, cuya erección fue organizada por John Redmond, que eligió al escultor estadounidense Augustus Saint Gaudens para llevar a cabo la obra, finalizada en 1911.

## Ideas políticas
Las opiniones políticas de Parnell continúan siendo un enigma a día de hoy. Comunicador eficaz, fue cuidadosamente ambiguo, eligiendo sus palabras en función de las circunstancias y del público, aunque siempre defendió la vía constitucional como base para el cambio. No obstante, los crímenes perpetrados por el entorno de la Liga Agraria le salpicaron, y muchos terratenientes le retiraron su apoyo.
Cita de Charles Stewart Parnell reflejada en la estatua situada en el Cruce de O´Connell Street y Parnell Street en Dublín: «Ningún hombre tiene el derecho de fijar los límites al progreso de una nación. Ningún hombre tiene el derecho de decir a su país "Hasta aquí puedes ir y no más lejos". Nunca hemos intentado fijar el Nec Plus Ultra al progreso de constituirse la nación de Irlanda y nunca lo haremos».

## Parnell en la ficción
- Charles Stewart Parnell fue interpretado por un afeitado Clark Gable en Parnell, una película de la MGM en 1937. Esta película constituyó el mayor fracaso en la carrera de Gable, entonces en la cima de su popularidad.
- Parnell fue interpretado también por Robert Donat en la película de 1947 Captain Boycott.
- En 1954 Patrick McGoohan fue Parnell en "The Fall of Parnell (December 6, 1890)", episodio de la serie You Are There.
- En 1991 Trevor Eve interpretó a en la miniserie "Parnell and the Englishwoman."
- La muerte de Parnell conmociona a Eleanor en la novela de Virginia Woolf The Years. "...cómo puede estar muerto? Era como algo cruzando el cielo."
- Parnell aparece en el famoso poema de William Butler Yeats titulado, "Come Gather Round Me, Parnellites". También se le menciona en la obra "To a Shade".
- En la obra de W. Somerset Maugham The Razor's Edge, el autor menciona a Parnell y O'Shea: "La pasión es destructiva. Destruyó a Marco Antonio y Cleopatra, Tristan e Isolde, Parnell y Kitty O'Shea."
- Parnell es uno de los temas de discusión en el primer capítulo de la novela casi autobiográfica Retrato del artista adolescente de James Joyce, y se menciona en varias historias de Dublineses. El principal personaje de Finnegans Wake', HCE, está parcialmente basado en Parnell.[32] Parnell es también sujeto de una importante discusión en Ulises[33]
- En la novela "La conspiración de Ashworth Hall" (Anne Perry, Serie "Thomas Pitt"), se menciona con frecuencia el caso de divorcio "Parnell-O'Shea", que añade tensión a la reunión entre políticos irlandeses para tratar el tema de la independencia de Irlanda.